# Cuff It
Cuff It – drugi singiel amerykańskiej piosenkarki Beyoncé promujący jej siódmy album studyjny Renaissance. Utwór został udostępniony radiom jako singiel 28 września 2022. Piosenka otrzymała nagrodę Grammy w kategorii Najlepszej piosenki R&B. 

## Tło i wydanie
29 lipca 2022 miała miejsce premiera drugiego albumu studyjnego Beyoncé pt. Renaissance. Na krążku znalazł się utwór „Cuff It”, którego autorami są: Beyoncé Knowles, Denisia Andrews, Brittany Coney, Morten Ristorp, Raphael Saadiq, Terius Nash, Mary Brockert, Allen McGrier i Nile Rodgers. Piosenka „Cuff It” definiowana jest jako disco z elementami contemporary R&B. Utwór jest samplem piosenki  „Ooh La La La” autorstwa Teena Marie. 
Wraz ze zwiększającą się popularnością na platformach społecznościowych, utwór zaczął pojawiać się na listach przebojów w Australii, Belgii, Francji, Irlandii, Szwajcarii oraz Wielkiej Brytanii. 28 września 2022 piosenka została a udostępniona we włoskich radiach i tym samym stała się drugim singlem promocyjnym albumu. 

## Odbiór

### Reakcja krytyków
Piosenka otrzymała pozytywne recenzje. Tygodnik Billboard uznał ją za najlepszą z całego albumu, podobnie jak Vernon Ayiku z Exclaim! określił ten utwór jako „najbardziej wyróżniający się na albumie”. Dawid Bartkowski w recenzji dla Interii stwierdził, że piosenka „disco rodem z Nowego Jorku późnych lat 70.” porywa do tańca. Krytyczka USA Today, Melissa Ruggieri, opisała piosenkę jako „uduchowioną” i pochwaliła charakterystyczne gitarowo-funkowe brzmienie Nile'a Rodgersa. Mikael Wood z Los Angeles Times sklasyfikował piosenkę jako „energiczną fantazję disco” i pochwalił wokal Beyoncé.
| Autor         | Lista                              | Miejsce | Przypis |
| ------------- | ---------------------------------- | ------- | ------- |
| Billboard     | 100 najlepszych piosenek 2022 roku | 15      | [ 12 ]  |
| Consequence   | 100 najlepszych piosenek 2022 roku | 4       | [ 13 ]  |
| NME           | 50 najlepszych piosenek 2022 roku  | 1       | [ 14 ]  |
| Rolling Stone | 100 najlepszych piosenek 2022 roku | 2       | [ 15 ]  |
| The Fader     | 100 najlepszych piosenek 2022 roku | 6       | [ 16 ]  |

### Sukces komercyjny
W Stanach Zjednoczonych „Cuff It” zadebiutował na 13. miejscu listy Billboard Hot 100. W styczniu 2023 piosenka zajęła 6. miejsce na tej liście, stając się dwudziestym pierwszym singlem Beyoncé w pierwszej dziesiątce w kraju jako artysta solowy i drugim singlem z pierwszej dziesiątki z Renaissance. Jednocześnie pozostawał on na tej liście przez ponad trzydzieści cztery tygodnie, tym samym stając się najdłużej notowanym przebojem Beyoncé. W Kanadzie piosenka zadebiutowała na kanadyjskim Hot 100 na 37. miejscu zaś, po wydaniu jej jako drugi singiel z Renaissance, piosenka zajęła 16. miejsce. 
W Wielkiej Brytanii „Cuff It” zadebiutował na 14. miejscu oficjalnej listy singli, zaś w październiku zajął piąte miejsce na tej samej liście. W Irlandii singiel zadebiutował na 17. miejscu, zaś w październiku osiągnął szczyt na szóstym miejscu.

### Nagrody i nominacje
| Rok  | Nagroda                  | Kategoria                 | Rezultat  | Przypis |
| ---- | ------------------------ | ------------------------- | --------- | ------- |
| 2023 | Grammy Award             | Najlepsza piosenka R&B    | Wygrana   | [ 21 ]  |
| 2023 | NAACP Award              | Wybitna piosenka Soul/R&B | Wygrana   | [ 22 ]  |
| 2023 | iHeartRadio Music Awards | TikTok Bop of the Year    | Nominacja | [ 23 ]  |